# Ashley Jones
Ashley Jones (ur. 3 września 1976 roku w Memphis, w USA) – amerykańska aktorka.
Występowała w roli Bridget Forrester w Modzie na sukces. Została nominowana dwa razy do nagrody „Daytime Emmy” za rolę Megan Dennison w Żarze młodości.

## Filmografia
- 1993: Doktor Quinn (Dr. Quinn, Medicine Woman) jako Ingrid (gościnnie)
- 1993: Nastanie wielki ogień (The Fire Next Time) jako Linnie Morgan
- 1995: Jej samotna walka (She Fought Alone) jako Susan
- 1997–2000: Żar młodości (The Young and the Restless) jako Megan Dennison
- 2000: Gwardia Królewska (The King’s Guard) jako księżniczka Gwendolyn
- 2000: Życie przede wszystkim (Strong Medicine) jako Shelly Lane (gościnnie)
- 2001: V.I.P. jako Anna Petrov (gościnnie)
- 2001: Bez pardonu (The District) jako Dana Rayburn (gościnnie)
- 2001: Wyznawcy (Devil's Prey) jako Susan
- 2002: Bez śladu (Without a Trace) jako Trista Bowden (gościnnie)
- 2003: Old School: Niezaliczona (Old School) jako Caterer
- 2004: Jordan (Crossing Jordan) jako Beth Flaherty (gościnnie)
- od 2004 (po 2010 nieregularnie): Moda na sukces (The Bold and the Beautiful) jako Bridget Forrester
- 2005: Ekstremalne randki (Extreme Dating) jako Amanda
- 2007: CSI: Kryminalne zagadki Nowego Jorku (CSI: NY) jako Kennedy Gable (gościnnie)
- 2008: Śmierć siedemnastolatka (Dead at 17) jako Becca
- 2008: Perfidny plan (A Teacher's Crime) jako Carrie Ryans
- 2009: Czysta krew (True Blood) jako Daphne Landry
- 2009: FlashForward: Przebłysk jutra (FlashForward) jako Camille (gościnnie)
- 2009: Mentalista (The Mentalist) jako Sandrine Gerber (gościnnie)
- 2009: CSI: Kryminalne zagadki Las Vegas (CSI: Crime Scene Investigation) jako Shea Lammet (gościnnie)
- 2011: Dr House (House) jako Diane (gościnnie)
- 2011: Sekret z przeszłości (Secrets from Her Past) jako Kate Collins / Stephanie Wicks
- 2012: Prywatna praktyka (Private Practice) jako Dani (gościnnie)
- 2012: Kości (Bones) jako dr Kathy / Cherie Redfern (gościnnie)
- 2012: Kraj bezprawia (Outlaw Country) jako Lianne
- 2012: Jej Szerokość Afrodyta (Drop Dead Diva) jako Sheila Reese (gościnnie)
- 2013: 90210 jako Amanda Barnard
- 2014: Zabójcze umysły (Criminal Minds) jako Kate Hoffer (gościnnie)
- 2014: The Secret Sex Life of a Single Mom jako Delaine Morris
- 2014: CSI: Cyber jako Arianna Peterson (gościnnie)
- 2015: Polowanie na drużbów (The Wedding Ringer) jako Babs Fremont
- 2016–2017: Szpital miejski (General Hospital) jako Parker Forsyth
- 2017: Dobre po złym (More Than Enough) jako Saundra
- 2017–2018: Mroczne zagadki Los Angeles jako Tammy Bechtel (gościnnie)
- 2021: All Rise jako Whitney Gessner